# Ivan Grigor'evič Černyšëv
Conte Ivan Grigor'evič Černyšëv, in russo Иван Григорьевич Чернышёв? (24 novembre 1726 – Roma, 26 febbraio 1797), è stato un politico e ufficiale russo.

## Biografia
Era il figlio di Grigorij Petrovič Černyšëv (1672-1745), e di sua moglie, Avdot'ja Ivanovna Rževskaja (1693-1747). Ricevette un'ottima istruzione privata.

## Carriera
Nel 1741 è stato inviato all'ambasciata in Danimarca, dove vi era l'altro fratello, Pëtr. Continuò il suo servizio diplomatico, sotto la supervisione del fratello e, una volta terminata la sua formazione, partecipò a delle missioni diplomatiche in Prussia e in Inghilterra. Dopo aver sposato una parente dell'imperatrice ricevette il titolo di gentiluomo da camera.
Dopo quattordici anni di assenza, tornò in Russia, dove nel 1755 ricevette il titolo di ciambellano. Con l'ascesa al trono di Caterina II, che aveva una relazione con il fratello Zachar, Ivan fu promosso a tenente generale e si è trasferito dal servizio diplomatico al navale. Nel marzo 1763 è stato nominato membro del Consiglio dell'Ammiragliato.
Nei primi mesi del 1767 ancora una volta Ivan operò nel campo diplomatico. L'imperatrice lo mandò come ambasciatore in Inghilterra, dove rimase fino all'anno successivo. Nel mese di giugno 1769, Caterina II lo nominò vice presidente del consiglio dell'Ammiragliato.
Nel 1783 accompagnò Caterina II a Hamina per incontrare il re di Svezia, e quattro anni più tardi in Crimea.

## Matrimoni

### Primo matrimonio
Nel 1749 sposò Elizaveta Osipovna Efimovskaja (15 aprile 1734-7 ottobre 1755), unica figlia di un cugino dell'imperatrice Elisabetta. La coppia non ebbe figli.

### Secondo matrimonio

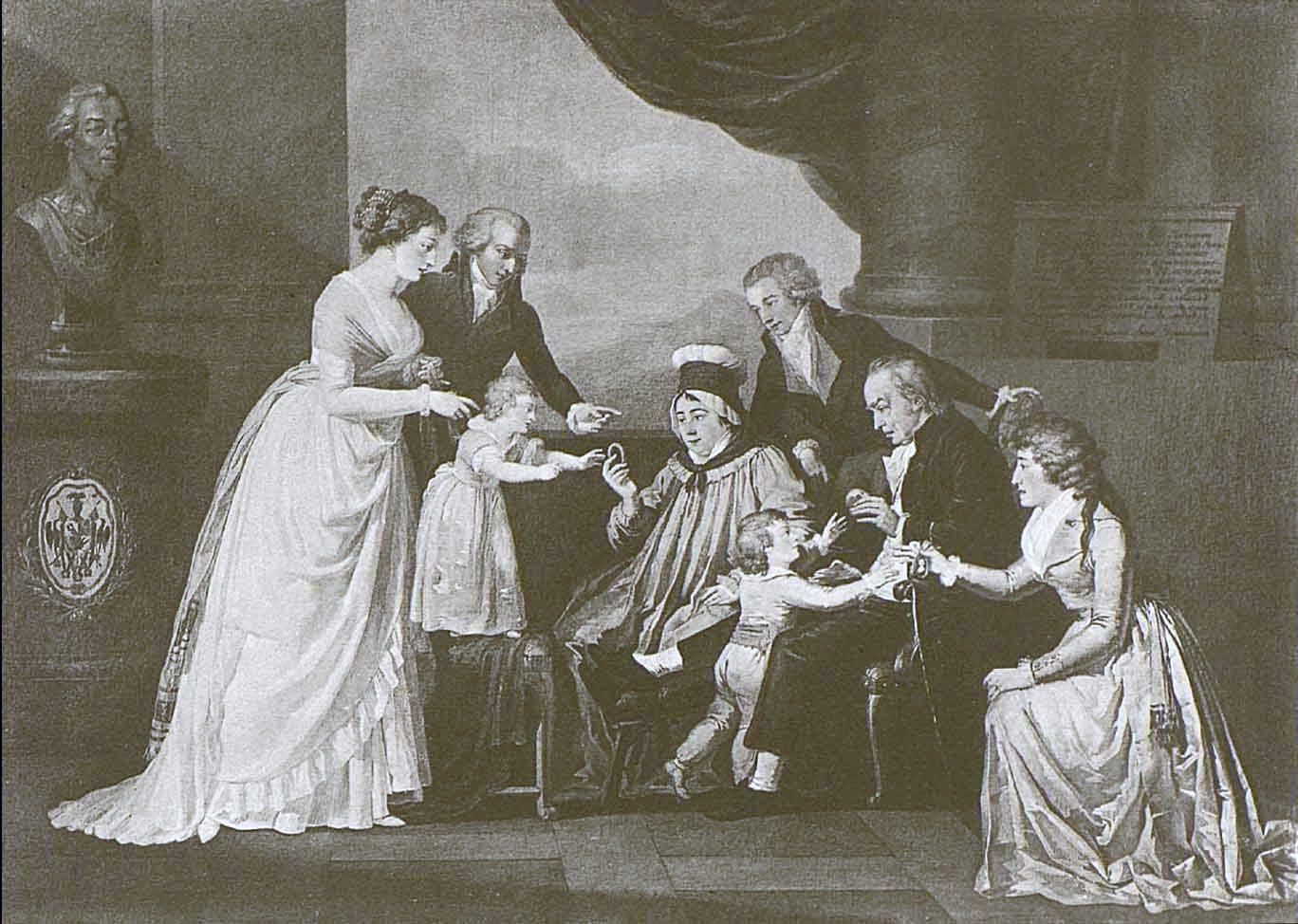
Il conte Černyšëv e sua moglie Anna Aleksandrovna, circondati dai figli e nipoti, 1793-1794.

Nel 1757 sposò Anna Aleksandrovna Isleneva (28 maggio 1740-7 agosto 1794), figlia di Aleksandr Vasil'evič Islenev. Ebbero tre figli:
- Grigorij Ivanovič (1762-1831);
- Ekaterina Ivanovna (1766-1826);
- Anna Ivanovna (1776-1817), sposò Aleksandr Alekseevič Pleščeev.

Il conte Černyšëv ebbe anche un altro figlio:
- Grigorij Ivanovič Mulovskij (1757-1789)

## Morte
Morì il 26 febbraio 1797 a Roma, dopo una lunga malattia. I suoi resti vennero portati a San Pietroburgo e sepolto nella chiesa dell'Annunciazione del Monastero di Aleksandr Nevskij.